# Leonidas Zervas
Leonidas Zervas (* 21. Mai 1902 in Megalopolis; † 10. Juli 1980 in Athen) war ein griechischer Chemiker (Organische Chemie).

## Leben
Zervas studierte ab 1918 an der Universität Athen und ab 1921 an der Universität Berlin. Dort wurde er 1929 promoviert (Über die Aldehydverbindungen der Aminosäuren). 1929 bis 1934 forschte er am Kaiser-Wilhelm-Institut für Lederforschung in Dresden, wo auch schon zuvor seine Dissertation unter Max Bergmann entstand, und 1934 bis 1937 am Rockefeller Institute for Medical Research in New York City, wohin er dem von den Nationalsozialisten zur Emigration gezwungenen Bergmann folgte. Danach war er Professor für Organische Chemie und Biochemie an der Universität Thessaloniki und ab 1939 Professor für Organische Chemie an der Universität Athen. Aufgrund von Besatzungszeit und Bürgerkrieg konnte er erst 1950 seine Forschung wirklich aufnehmen. Zeitweise war er auch unter der Militär-Junta seines Amtes enthoben. 1968 wurde er emeritiert.
Er befasste sich mit Peptid-Chemie und deren Synthese. Eine Methode von Zervas zum Schutz reaktiver Gruppen in Aminosäuren mit der Benzyloxycarbonyl-Gruppe, nach Zervas Z-Gruppe genannt, wurde wichtig in der Peptid-Synthese der Bergmann-Gruppe. Damit konnten Grenzen der Herangehensweise des Pioniers der Peptid-Synthese Emil Fischer (entwickelt in der Zeit 1901 bis 1909) überwunden werden. Anfang der 1930er Jahre erschienen in rascher Folge Arbeiten der Bergmann-Gruppe zur Synthese von Peptiden mit reaktiven Seitengruppen, die bis dahin nicht synthetisiert werden konnten.
Zervas Forschung führte unter anderem zu einer Methode der industriellen Synthese von Insulin, das aus zwei Cystein-haltigen Ketten besteht, die durch Disulfidbrücken zusammengehalten werden. Zervas unternahm eine systematische Untersuchung der Synthese von asymmetrischen Cystein-haltigen Peptiden. Er führte neue Schutzgruppen ein, die die Herstellung der Disulfidbrücken ermöglichten.
1956 wurde er Mitglied der Akademie von Athen und war 1969 bis 1970 deren Präsident. 1976 wurde er auswärtiges Mitglied der Sowjetischen Akademie der Wissenschaften. 1964/65 war er Vorsitzender der griechischen Atomenergiekommission. 1974 bis 1979 war er Präsident der nationalen griechischen Forschungsorganisation.
1930 heiratete er Hildegard Lange.

## Schriften
- mit Max Bergmann: Über ein allgemeines Verfahren der Peptid-Synthese, Berichte der Deutschen Chemischen Gesellschaft, Band 65, 1932, S. 1192–1201, doi:10.1002/cber.19320650722.